# 小行星7261
小行星7261（英語：7261 Yokootakeo）是一颗围绕太阳公转的小行星。1994年4月14日，小林隆男在大泉町发现了此天体。
这颗小行星的绝对星等为278.41577等。